# بيانكا تيرون
بيانكا تيرون (بالرومانية: Bianca Tiron)‏ مواليد 31 مايو 1995 في ياش، هي لاعبة كرة يد رومانية تلعب كظهير أيسر. مثلت منتخب رومانيا لكرة اليد للسيدات. تعلب حاليا مع فريق برايلا في الدوري الروماني.